# Нордгаузен
Нордгаузен (нім. Nordhausen) — місто в центрі Німеччини в землі Тюрингія. Лежить на південному схилі Гарца, неподалік Ерфурта, та є центром однойменного району. Населення становить 41 339 ос. (станом на 31 грудня 2021). Нордгаузен — великий транспортний вузол і центр важкого машинобудування, виробництва шахтного та іншого промислового устаткування, тракторобудування, загального машинобудування. Також місто відоме як центр тютюнової промисловості та батьківщина лікеру Nordhäuser Doppelkorn.

## Історія
Про місто вперше згадується 13 травня 927 року в документах короля Генріха I, проте вважається, що поселення на цьому місці виникло між 650 та 700 роками. У 1220 році імператор Фрідріх II надав місту статус Вільного імперського міста, а у 1430 році Нордгаузен приєднався до Ганзи. У 1500 році місто стало частиною Нижньосаксонський округу і приблизно у той же час почалось виробництво ферментованого зернового лікеру Nordhäuser Doppelkorn. У 1523 році до міста приїздить Томас Мюнцер.
Після укладення у 1648 році Вестфальського миру більша частина околиць Нордгаузена відійшла Бранденбург-Пруссії, хоча саме місто зосталось незалежним. У період Наполеонівських війн 2 серпня 1802 року місто захопила Прусська армія. Під час Німецької медіатизації місто втратило статус Імперського вільного міста. Воно стало частиною Вестфальського королівства, яке було утворене у 1807 році. Під час наступу військ Наполеона I місто входить до провінції Саксонія, Королівства Пруссія.
У 1866 році була відкрита залізнична станція Нордгаузен, на залізничній гілці Галле — Кассель.
З 2010 року місто має титул Лютерштадт, воно входить до числа міст, де жив і працював Мартін Лютер. 

## Міста побратими
Нордгаузен має братні відносини з такими містами:
- Бейт-Шемеш, Ізраїль
- Шарлевіль-Мезьєр, Франція
- Бохум, Німеччина
- Острув-Великопольський, Польща

## Галерея

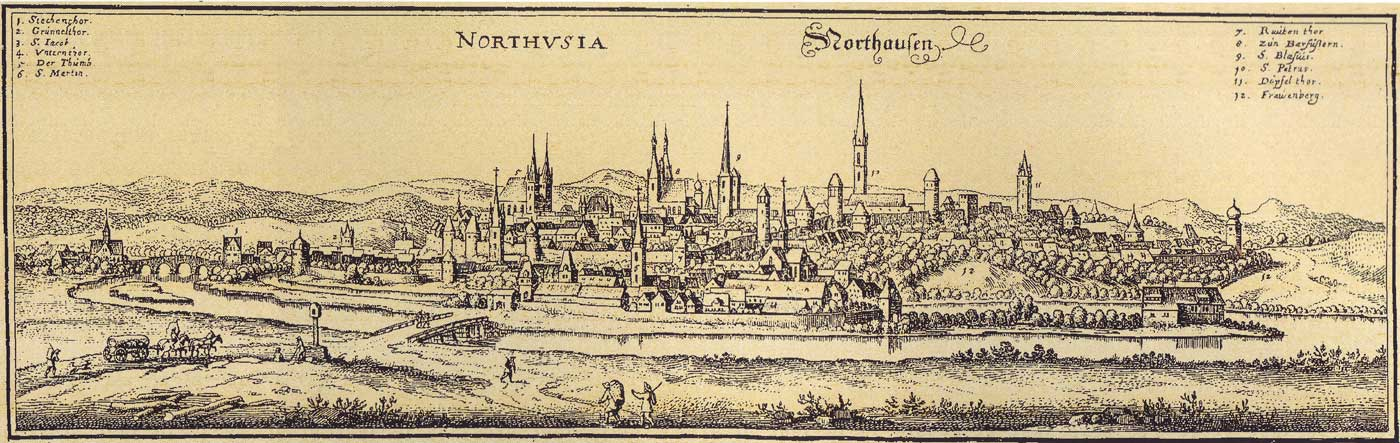
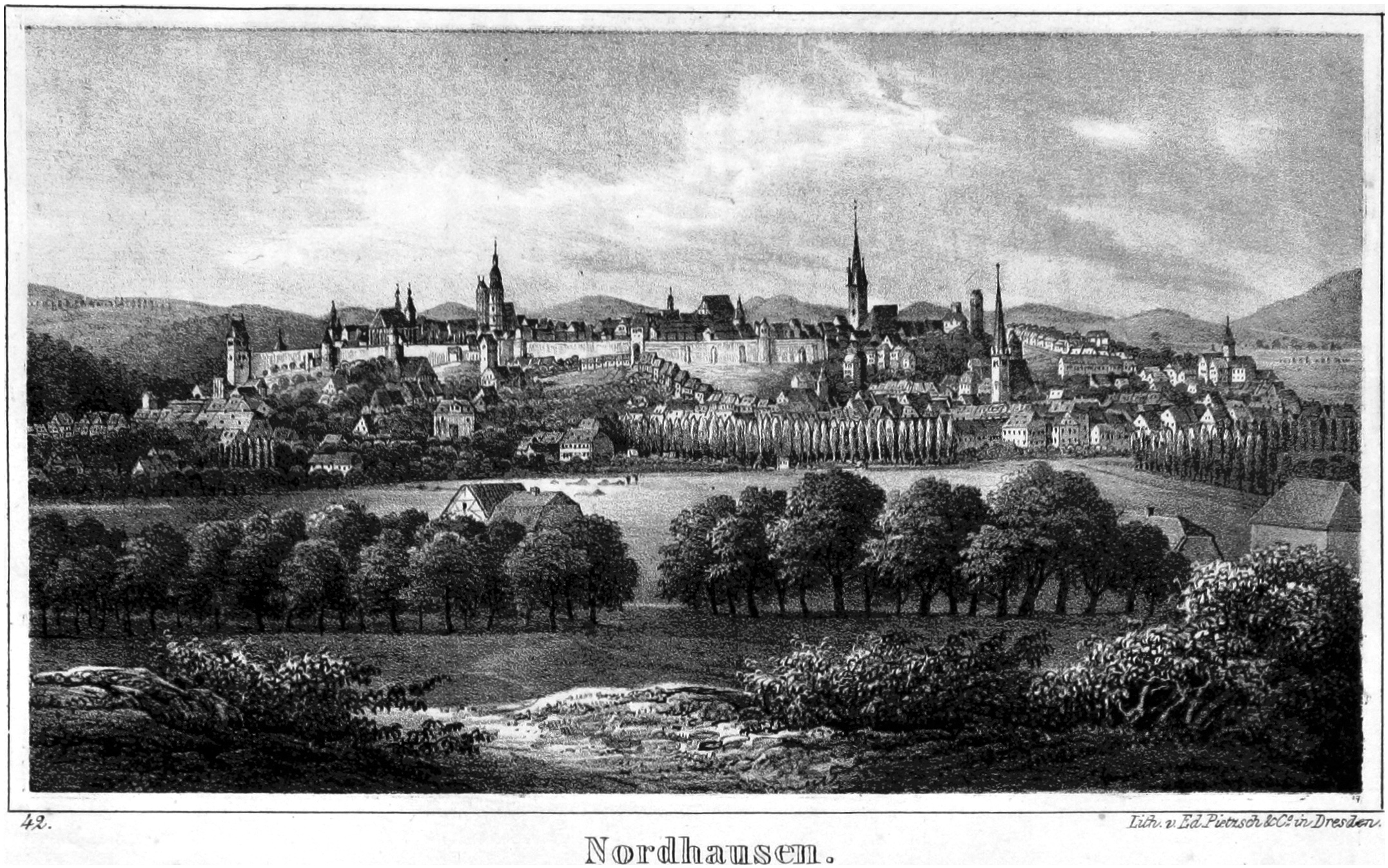
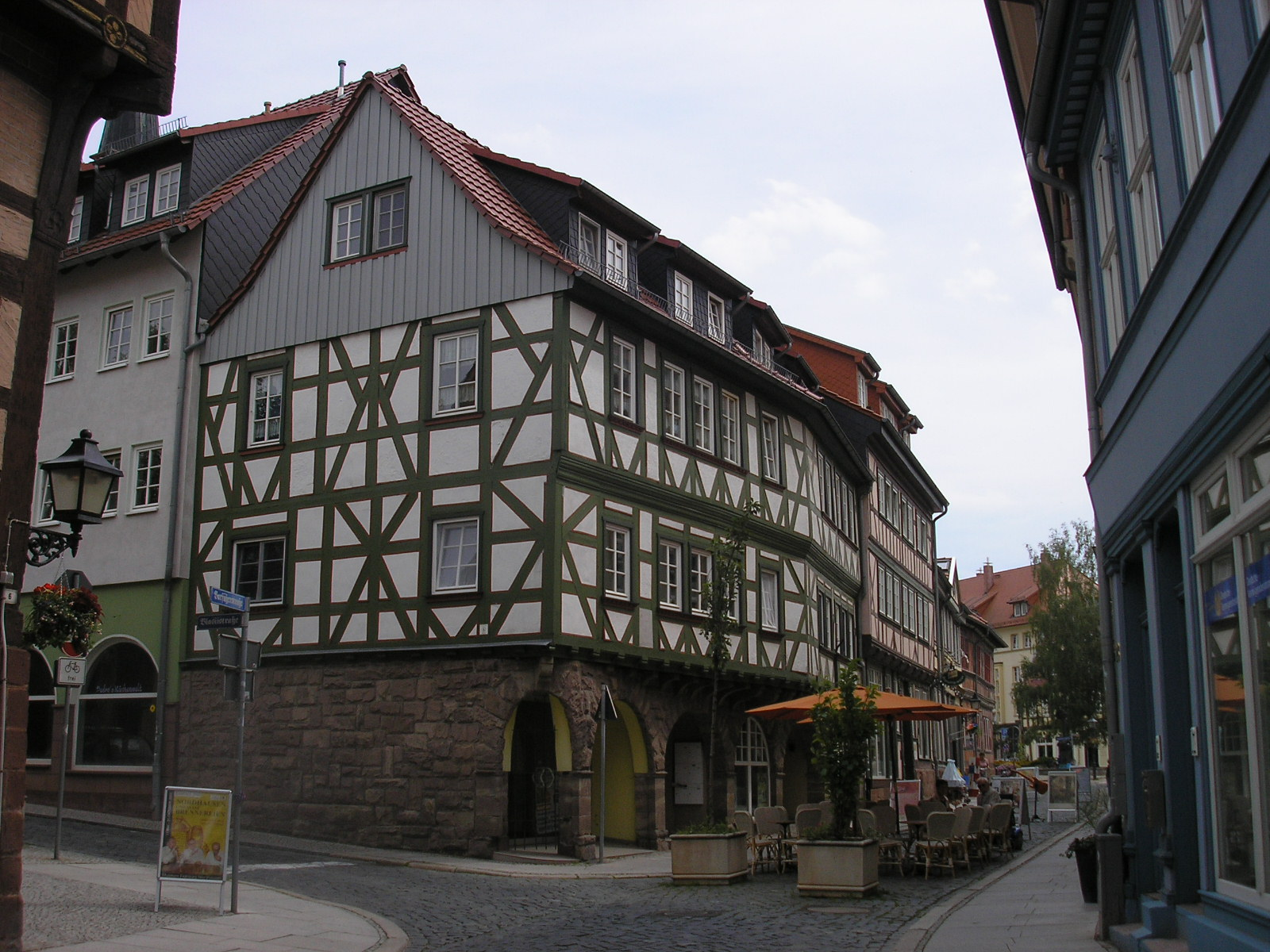
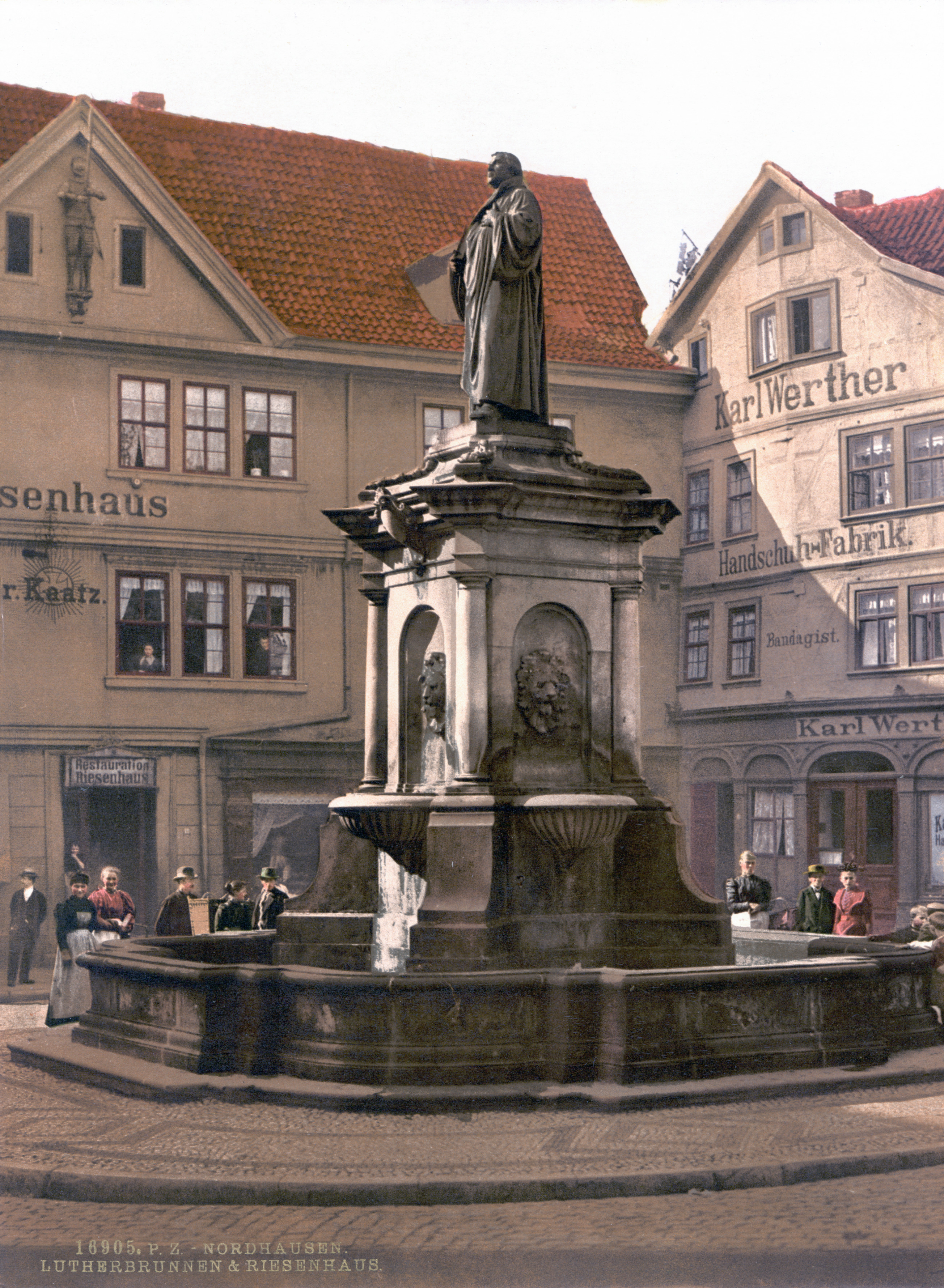
links
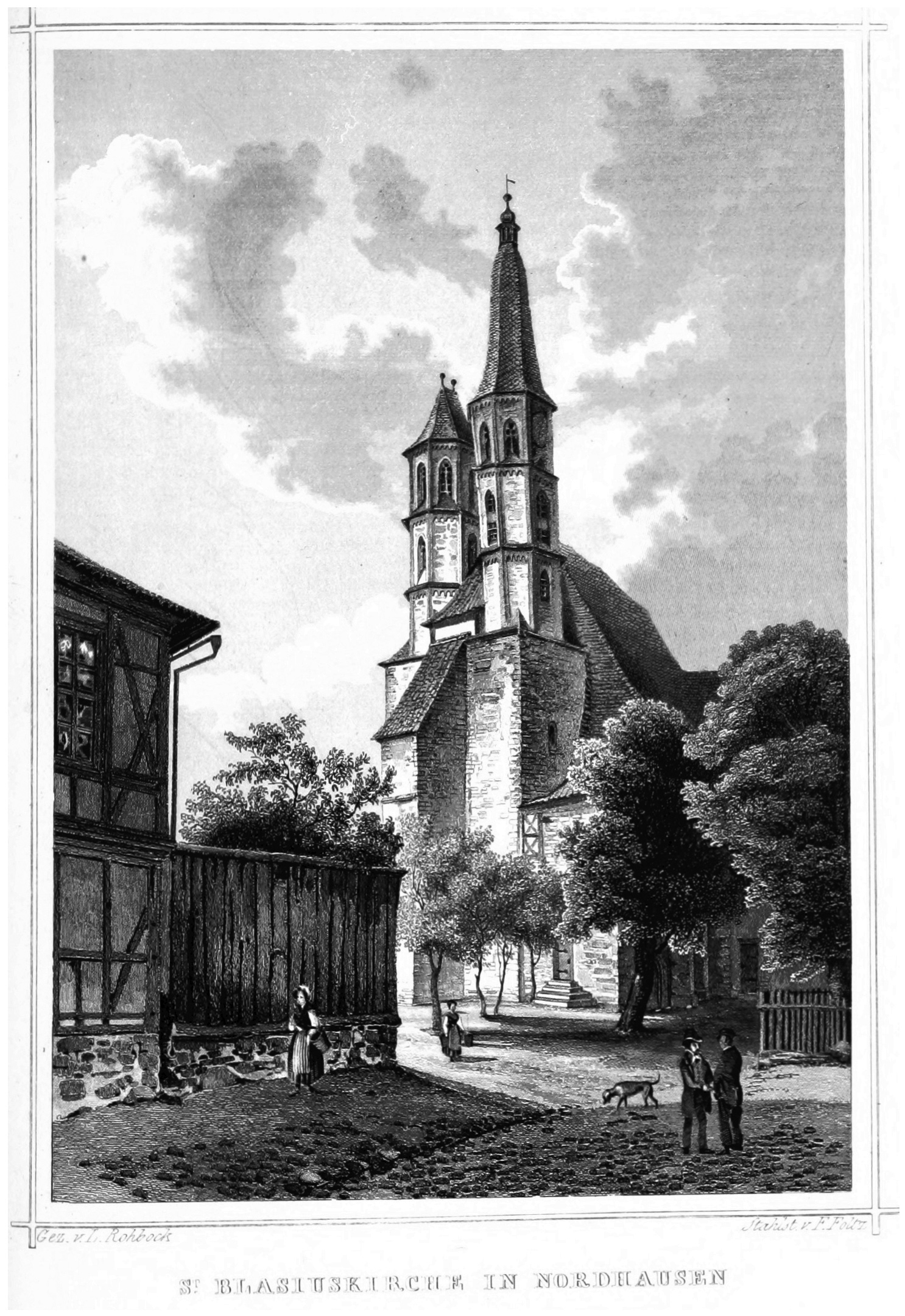
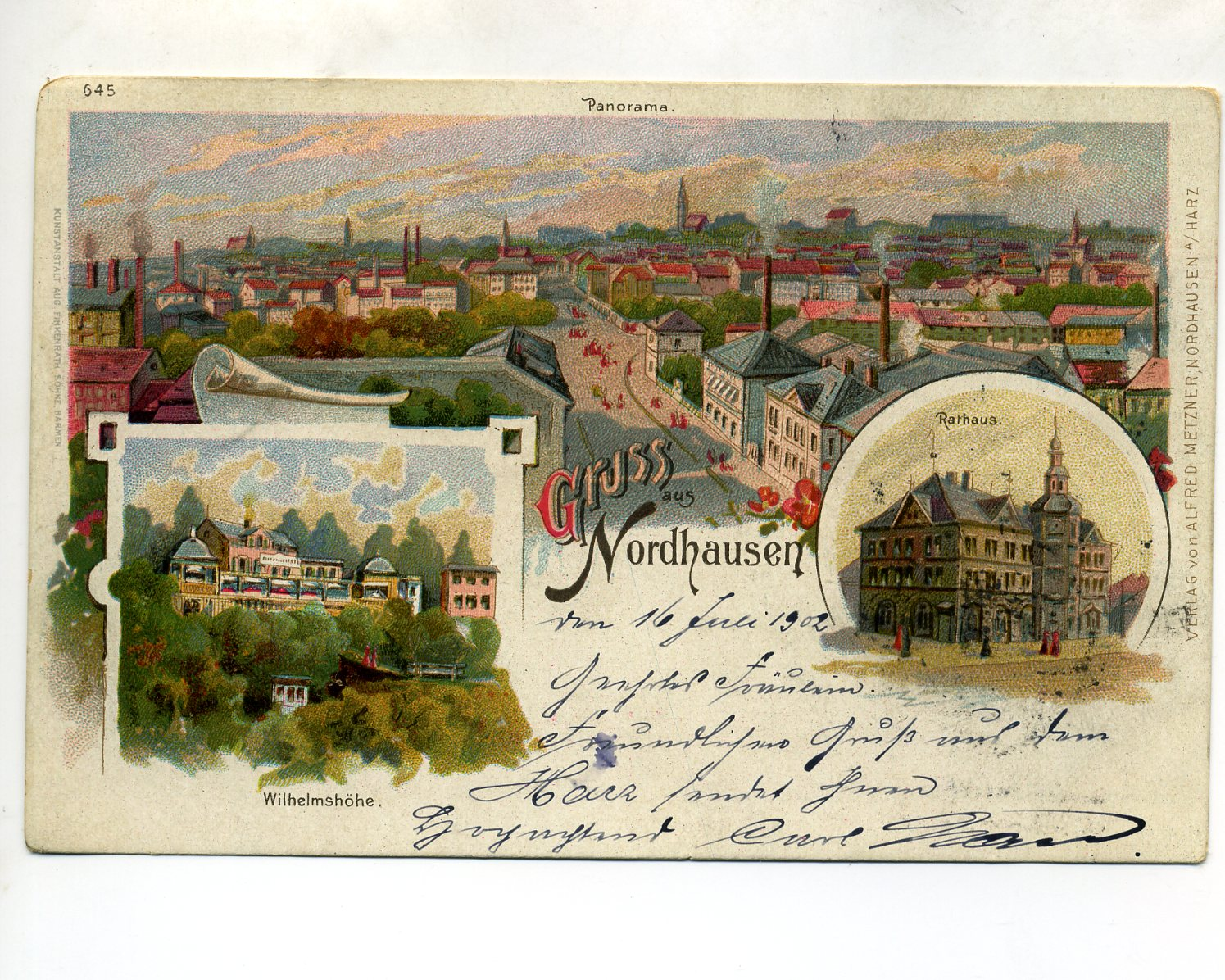

## Відомі особистості
У місті народився:
- Освальд Тайхмюллер (1913–1943) — німецький математик.